# Хемоклин
Хемоклин (от хемо + др.-греч. κλίνω — наклоняю, изменяю) — горизонт с максимальным значением вертикального градиента минерализации в меромиктических водоёмах, — озерах с пресным поверхностным слоем воды, который расположен над более плотным и глубже расположенным слоем воды с повышенной соленостью. Часто совпадает с термоклином.
Иногда хемоклином также называют весь слой с резким изменением характеристики химического состава воды. Характеризуется скачком окислительно-восстановительного потенциала.
Хемоклин наиболее часто возникает в местах, где условия способствуют формированию бескислородных придонных вод — воды на глубине, обеднённые кислородом, где могут существовать только анаэробные формы жизни.
Примерами мест образования хемоклина является Чёрное море, а также целый ряд озёр, например Озеро Медуз и Могильное озеро.